# Paul Baran
|  | No s'ha de confondre amb l'economista Paul A. Baran.. |

Paul Baran (29 d'abril de 1926 - 26 de març de 2011) és un informàtic que va ser un dels impulsors de les xarxes de commutació de paquets al mateix temps que Donald Davies i Leonard Kleinrock. Nascut a Polònia, la seva família es va traslladar a Boston el 1928. Baran va cursar estudis de diplomatura a la Universitat Drexel, va obtenir la seva llicenciatura en enginyeria a la UCLA el 1959 i va començar a treballar per a la Corporació RAND en aquest mateix any.
Per a l'estratègia de defensa nord-americana era important el desenvolupament d'una xarxa de comunicacions que sobrevisqués a un atac nuclear. Com a solució al problema, Baran va idear els fonaments de les xarxes de commutació de paquets. De manera independent, Donald Davies del Laboratori Nacional de Física del Regne Unit i Leonard Kleinrock al MIT realitzaven estudis similars.
Va morir a la seva casa de Califòrnia als 84 anys per complicacions respiratòries, agreujades per un càncer de pulmó avançat.
Baran també va establir els fonaments d'altres quatre importants tecnologies de xarxes. Va estar involucrat en els orígens de la tecnologia de paquets de veu desenvolupada per StrataCom en la seva predecessora Packet Technologies. Aquesta tecnologia donaria lloc al primer producte ATM. També va tenir a veure amb la tecnologia de mòdems multitons desenvolupada per Telebit, que va ser una de les arrels del multiplexació per divisió ortogonal de freqüències que s'usa en els mòdems DSL.
Així mateix, Paul va fundar Metricom, la primera companyia d'Internet sense cables que va desplegar el primer sistema de xarxa sense fil i Com21, una de les primeres companyies de cable. En tots els casos, Baran va proporcionar idees pioneres que després serien portades més enllà dels inicis per altres grups de desenvolupament.
Va estendre el seu treball en commutació de paquets a la teoria de l'espectre sense fil i va desenvolupar el que va anomenar «regles de guarderia» (de l'anglès, kindergarten rules) per a l'ús de l'espectre sense fil. A més d'aportar aquestes innovacions en l'àmbit de les xarxes, també se'l considera l'inventor del detector de metalls que s'usa als aeroports.